# Chassey
Chassey é uma comuna francesa na região administrativa da Borgonha-Franco-Condado, no departamento de Côte-d'Or. Estende-se por uma área de 6,71 km². Em 2010 a comuna tinha 92 habitantes (densidade: 13,7 hab./km²).